# Maestro del Sacro Palacio
Maestro del Sacro Palacio es un empleo honorífico destinado para explicar la sagrada Escritura, instruir y exhortar en el camino de la virtud a los dependientes o familiares de los papas.
Fue fundado por los años 1200 por Honorio III a solicitud de Santo Domingo de Guzmán, el primero que lo obtuvo y desde cuya época lo han servido los religiosos de la Orden de predicadores.
Nombrado por el papa, forma parte de la Familia pontificia, reside en el Palacio Apostólico, tiene título de "reverendísimo", es miembro honorífico del cuerpo de auditores del Tribunal de la Rota, presidente del colegio de Teología de la Universidad de Roma y primicerio de la iglesia de la Universidad Pontificia de Santo Tomás de Aquino